# Hamzah bin Hussein
Hamzah bin Hussein (em árabe: حمزة بن الحسين‎; Amã, 29 de março de 1980) é o oitavo filho do rei Hussein, com sua quarta esposa, a rainha Noor da Jordânia, foi nomeado príncipe herdeiro em 1999, mas perdeu o título em 2004, e em abril de 2021, acabou se envolvendo numa tentativa de golpe de estado para depor seu meio-irmão, o rei Abdullah II. Devido ao incidente, acabou preso e renunciou a seu título em abril de 2022.

## Biografia

### Nascimento
Nascido em 29 de março de 1980, Hamzah é o primeiro filho do falecido rei Hussein com sua quarta esposa, a rainha Noor, nascida como Lisa Halaby nos Estados Unidos.
Por parte de pai e mãe ele tem um irmão, Hashem, e duas irmãs, Iman e Raiyah. Além disto, tem outros sete meio-irmãos por parte de pai, incluindo o Rei Abdullah e a Princesa Haya, uma ex-esposa do Emir de Dubai e cujo divórcio ganhou as manchetes de jornais e revistas do mundo inteiro por Haya ter fugido do marido e pedido asilo na Inglaterra.

### Educação
Hamzah recebeu sua educação primária em Amã, e depois frequentou a Harrow School, na Inglaterra. Ele também estudou na Real Academia Militar Sandhurst e fez diversos cursos militares na Jordânia, Polônia, Alemanha e nos Estados Unidos.
No ano de 2006, Hamzah se formou na Universidade de Harvard.

### Casamento e filhos
Em setembro de 2003, Hamzah casou-se no Palácio Al Baraka com uma prima em segundo grau, a Princesa Noor Bint Asem Ben Nayef. O casal, no entanto, se divorciou em setembro de 2009.
Em 2012, casou-se com a Princesa Basmah Bani-Ahmad.
Ele tem uma filha, a Princesa Haya bint Hamzah, com sua primeira esposa, e cinco filhos, as princesas Zein, Noor, Badiya e Nafisa e o Príncipe Hussein, com sua segunda esposa.

## Carreira Militar
Hamzah serviu como oficial da 40ª Brigada Blindada do Exército Árabe da Jordânia e ocupou o posto de Brigadeiro no Exército Árabe da Jordânia, servindo na força Jordânia-Emirados Árabes Unidos que atuou na ex-Iugoslávia para promover a paz.

## Funções oficiais
Hamzah atuou como regente em várias ocasiões e foi representante do rei Abdullah tanto na Jordânia como no exterior. Ele também chefiou o Comitê Consultivo Real do Setor de Energia.

### Príncipe herdeiro
Em 7 de fevereiro de 1999, o rei Hussein morreu e seu filho mais velho, o príncipe Abdullah, subiu ao trono. No dia de sua posse, Abdullah, atendendo a um pedido do pai, nomeou Hamzah Príncipe Herdeiro da Jordânia.
Cerca de seis anos depois, em 28 de novembro de 2004, Abdullah revogou o decreto anterior, justificando: "o fato de você manter esta posição simbólica restringiu sua liberdade e impediu que lhe confiássemos certas responsabilidades para as quais você está totalmente qualificado".
Nenhum sucessor para o título foi indicado na época, mas anos depois, em julho de 2009, Abdullah nomeou seu filho mais velho, o Príncipe Hussein, como Príncipe Herdeiro.

### Tentativa de golpe de estado
Em 3 de abril de 2021, a imprensa mundial reportou que Hamzah havia se envolvido numa tentativa de golpe de estado com ajuda de algumas autoridades, como Sharif Hasan bin Zaid, um membro da realeza do país, e de Bassem Awadallah, antigo chefe da Casa Real, ex-assessor do rei e ex-ministro de Finanças. Todos eles, além dos outros participantes da tentativa, acabaram presos por ameaçar a segurança e a estabilidade do país.

## Outros interesses
Hamzah foi presidente honorário da Federação de Basquete da Jordânia, presidente do conselho de curadores do Royal Automobile Museum, presidente do Royal Aero Sports Club da Jordânia e  presidente da Al-Shajarah, uma sociedade ligada ao meio-ambiente.
O Príncipe é piloto de aeronaves de asa fixa e rotor qualificado e gosta de outros esportes, como jiu-jitsu e tiro ao alvo.

## Renúncia ao título
Hamzah renunciou a seu título de príncipe em abril de 2022, após ficar meses preso no palácio devido a seu envolvimento com a tentativa de golpe. Na carta de renúncia ele disse que não concordava com "as abordagens, tendências e métodos modernos" adotados no país, reportou a CNN Portugal.